# Cadme de Milet
|  | Per a altres significats, vegeu «Cadmos». |

Cadme de Milet (en llatí Cadmos, en grec antic Κάδμος) fill de Pandió, fou amb tota probabilitat el més antic dels historiadors i logògrafs grecs.
Segons una vaga insinuació de Flavi Josep va viure abans de la invasió de Grècia pels perses i segurament a la meitat del segle VI aC. Estrabó el situa entre el primers escriptors en prosa junt amb Ferècides d'Atenes i Hecateu i segurament anterior als dos. Plini el Vell diu que va ser el primer a escriure en prosa, però en un altre paràgraf li dona el mateix títol a Ferècides encara que diu que Cadme era el primer historiador.
Va escriure una obra sobre la fundació de Milet i la primitiva història de Jònia, en quatre llibres (Κτίσις Μιλήτου καὶ τῆς ὅλης Ἰωνίας), que es va perdre aviat, ja que Dionís d'Halicarnàs diu que l'obra que existia al seu temps amb el nom de Cadme era una falsificació.
Suides el fa contemporani d'Orfeu i el considera l'inventor de l'alfabet o si més no l'importador de l'alfabet fenici a Grècia, ja que el confon amb el mític Cadme, emigrat de Fenícia a Grècia.